# Piano nodale
Il piano nodale in meccanica quantistica ed in chimica quantistica identifica la regione di spazio attorno al nucleo dell'atomo dove è minima la probabilità di trovare un elettrone.
In termini matematici, il piano nodale e il nodo sferico sono le regioni dello spazio dove è nulla la funzione d'onda.
Il nodo sferico è la regione a probabilità nulla di presenza dell'elettrone per gli orbitali di tipo s. Gli orbitali di tipo s possiedono simmetria sferica e pertanto anche le regioni nodali per questi orbitali sono sferiche.
Il piano nodale è la regione di nullo della funzione d'onda caratteristica degli orbitali di tipo p,d ed f.